# Xã Stock, Quận Harrison, Ohio
Xã Stock (tiếng Anh: Stock Township) là một xã thuộc quận Harrison, tiểu bang Ohio, Hoa Kỳ. Năm 2010, dân số của xã này là 478 người.